# Heinrich Knebel
Heinrich Knebel (* 13. April 1801 in Gemünden, Hunsrück; †  17. März 1859 in Köln) war ein deutscher Gymnasiallehrer.

## Leben
Heinrich Knebel studierte an der Universität Bonn evangelische Theologie. 1820 wurde er Mitglied des Corps Rhenania Bonn. 1824 wurde er Rektor der höheren Bürgerschule in Simmern und zugleich Prediger für die Gemeinden Ohlweiler und Ravengiersburg. 1827 wechselte er als Konrektor an das Progymnasium Moers. 1829 wurde er Lehrer und, nachdem er 1836 zum Dr. phil. promoviert worden war, Oberlehrer am Gymnasium an der Stadtmauer in Kreuznach. 1842 wurde er zum Direktor des Gymnasiums und der Realschule in Duisburg ernannt. 1845 wechselte er in gleicher Funktion an das Friedrich-Wilhelm-Gymnasium in Köln, das er bis zu seinem Tod leitete.
Knebel war der Herausgeber zahlreicher Übersetzungen der antiken Klassiker, schrieb Abhandlungen über Pädagogik und verfasste Lehrbücher der französischen Sprache.

## Schriften
- Nachrichten von dem Gymnasium zu Meurs, 1828.
- Observationum criticarum in Maximi Tyrii dissertationes, Particula II, 1833.
- Französische Schulgrammatik für Gymnasien und Progymnasien. Karl Bädeker: Koblenz 1834 (Google-Books)
- Rhetorik, 1838 (Übersetzung des Werkes von Aristoteles ins Deutsche)
- Meletematum Aristoteliorum. Specimen primum. In: Karl Hoffmeister (Hrsg.): Programm des Königlichen Gymnasiums Kreuznach 1839. Johann Friedrich Kehr, Kreuznach 1839, S. 1–15 (Google-Books)
- Eine lateinische Abhandlung, 1839
- De memorabili signo eburneo nuper effosso. C. H. Schmachtenberg: Duisburg 1844 (Google-Books)
- Jahresbericht über den Zustand des Königl. Friedrich-Wilhelms-Gymnasiums zu Köln während des Schuljahres 1851-1852. DuMont-Schauberg: Köln 1852 (Google-Books)
- Jahresbericht über den Zustand des Königl. Friedrich-Wilhelms-Gymnasiums zu Köln während des Schuljahres 1854-1855. DuMont-Schauberg: Köln 1855 (Google-Books)
- Französisches Lesebuch, 1836; 9. Auflage 1857.
- Zweck und Bedeutung der neuen Gedenktafel – Ansprache an die versammelten Schüler, 1857.